# ジョシュ・スチュワート
ジョシュア・レグナル・"ジョシュ"・スチュワート（Joshua Regnall "Josh" Stewart, 1977年2月6日 - ）は、アメリカ合衆国の俳優である。テレビシリーズ『Dirt』のホルト・マクラレン役、『クリミナル・マインド FBI行動分析課』のウィリアム・ラモンテーン・Jr役、『サード・ウォッチ』のブレンダン・フィニー役などで知られている。

## 生い立ち
ウェストバージニア州ダイアナで生まれる。

## キャリア

### 初期
ウェストバージニア州サットンの地元劇場でキャリアを始めた後、T・シュレイバー・スタジオで学ぶためにニューヨークへ移った。彼は13番ストリート・レパートリー・シアターのメンバーであった。彼はロサンゼルスの劇場でロバート・フォスターやブルック・シールズと共演した。
2000年にThe WBのシリーズ『ドーソンズ・クリーク』にエキストラ出演した。2003年にはABCの『Then Came Jones』のパイロット版が撮影されたが、シリーズ化には至らなかった。
2004年4月1日、シーン・クレアリー役を務めた『CSI:科学捜査班』のエピソード「骨の音」が放送された。同年に彼はリーバイスの501オリジナル・ジーンズのコマーシャルに出演した。

### テレビ
2004年から2005年にかけて『サード・ウォッチ』でブレンダン・フィニー役を務め、ブレイクする。
2007年にはFXの『Dirt』にホルト・マクラレン役でのレギュラー出演が始まるが、2008年に打ち切りが発表された。また2007年からは『クリミナル・マインド FBI行動分析課』にウィリアム・ラモンテーン・Jr役で不定期出演することとなった。
2010年から2011年には『パワー・オブ・フォー 普通じゃない家族』に出演した。
2019年にはマーベルコミックを原作としたドラマ『パニッシャー』のシーズン2にジョン・ピルグリム役で出演した。

### 映画
2006年に『Lenexa, 1 Mile』で映画デビューを果たし、ウィリアム・ボールドウィン、マイケル・ビーチ、クリス・クライン、オースティン・ニコルズ、ジェイソン・リッター、マイケル・ルーカー、ポール・ウェズレイらと共演した。2008年には『ベンジャミン・バトン 数奇な人生』と『モリー・ハートレイ 血塗られた制服女子高生』に出演する。2009年にはホラー映画『ワナオトコ』に主演する。2010年にはジェイミー＝リン・シグラーと共に『2ドアーズ』で主演を果たす。2012年の映画『ダークナイト ライジング』ではベインの側近役を務めた。

### 監督デビュー
2013年に初監督・脚本を務めた『The Hunted』がトロント国際映画祭で上映された。

## 私生活
既婚者であり、2008年に長女、2010年に長男が生まれている。2012年2月2日、アヒルを食べた際にサルモネラに感染し、一時心停止となった。その後は細動除去器を付ける生活を送っている。

## フィルモグラフィ

### 映画
| 年   | 日本語題 原題                                                           | 役名                     | 備考                 |
| ---- | ----------------------------------------------------------------------- | ------------------------ | -------------------- |
| 2006 | Lenexa, 1 Mile                                                          | T.J. Ketting             |                      |
| 2007 | ボビーZ The Death and Life of Bobby Z                                   | モンク                   |                      |
| 2007 | Jekyll                                                                  | Tommy                    |                      |
| 2008 | ベンジャミン・バトン 数奇な人生 The Curious Case of Benjamin Button     | プレザント・カーティス   |                      |
| 2008 | モリー・ハートレイ 血塗られた制服女子高生 The Haunting of Molly Hartley | Mr. Draper               |                      |
| 2009 | ワナオトコ The Collector                                                | アーキン                 |                      |
| 2009 | 完全なる報復 Law Abiding Citizen                                        | Rupert Ames              |                      |
| 2010 | 2ドアーズ Beneath the Dark                                              | ポール                   |                      |
| 2012 | ダークナイト ライジング The Dark Knight Rises                           | バーサッド               |                      |
| 2012 | パーフェクト・トラップ The Collection                                   | アーキン                 |                      |
| 2013 | ミッション:15 Event 15                                                  | オールズマン             |                      |
| 2013 | The Hunted                                                              | ジェイク                 | 兼監督・脚本         |
| 2014 | トランセンデンス Transcendence                                          | ポール                   |                      |
| 2014 | インターステラー Interstellar                                           | CASE                     | 声の出演             |
| 2015 | Mozzarella Matt                                                         |                          | 撮影中               |
| 2016 | ザ・ブリザード The Finest Hours                                         | チューダ・サウザーランド |                      |
| 2016 | The Big Guys Club                                                       |                          | プリプロダクション中 |
| 2018 | インシディアス 最後の鍵 Insidious: The Last Key                         | ジェラルド・レイニア     |                      |
| 2019 | ムスタング The Mustang                                                  | ダン                     |                      |

### テレビシリーズ
| 年        | 日本語題 原題                                            | 役名                         | 備考                                  |
| --------- | -------------------------------------------------------- | ---------------------------- | ------------------------------------- |
| 2003      | Then Came Jones                                          | Bill Jenkins                 | パイロット版（シリーズ化されず）      |
| 2003      | CSI:科学捜査班 CSI                                       | Sean Cleary                  | 第4シーズン第18話「骨の音」           |
| 2004-2005 | サード・ウォッチ Third Watch                             | ブレンダン・フィニー         | 計20話出演                            |
| 2007-2008 | Dirt                                                     | ホルト・マクラレン           | 計20話出演                            |
| 2007-2023 | クリミナル・マインド FBI行動分析課 Criminal Minds        | ウィリアム・ラモンテーン・Jr | 計27話出演                            |
| 2008      | レイジング・ザ・バー 熱血弁護人 Raising the Bar          | Dan Denton                   | 第1シーズン第6話「愛と芸術と暴力」    |
| 2008      | ER緊急救命室 ER                                          | ダニエル                     | 第14シーズン第17話「彼も犠牲者」      |
| 2009      | CSI:マイアミ CSI: Miami                                  | Colin Astor                  | 第7シーズン第14話「君のいない人生」   |
| 2009      | サウスランド Southland                                   | Vid Holmes                   | 第1シーズン第1話「Unknown Trouble」   |
| 2009      | メンタリスト The Mentalist                               | Harlan McAdoo                | 第2シーズン第2話「緋文字」            |
| 2010      | ゴースト 〜天国からのささやき Ghost Whisperer            | Robert Wharton               | 第5シーズン第13話「Living Nightmare」 |
| 2010-2011 | パワー・オブ・フォー 普通じゃない家族 No Ordinary Family | ジョシュア                   | 計14話出演                            |
| 2012      | GRIMM/グリム Grimm                                       | ビル・グレンジャー           | 第2シーズン第7話「早熟」              |
| 2017-2018 | ザ・シューター Shooter                                   | ソロトフ                     | 第2、第3シーズン メインキャスト       |
| 2019      | パニッシャー Marvel's Punisher                           | ピルグリム                   | 第2メインキャスト                     |

### ウェブシリーズ
| 年   | 日本語題 原題                                                   | 役名     | 備考      |
| ---- | --------------------------------------------------------------- | -------- | --------- |
| 2012 | ウォーキング・デッド: 恐怖の倉庫 The Walking Dead: Cold Storage | チェイス | 全4話出演 |